# Helen Ward
Helen Ward, née le 26 avril 1986 à Brent en Angleterre, est une footballeuse internationale galloise. Actuellement avec Reading, elle joue au poste d'attaquante.

## Palmarès
- Championnat d'Angleterre de football féminin: 2

2008-09, 2009-10
- Coupe d'Angleterre de football féminin: 1

2008–09
- Coupe de la Ligue anglaise de football féminin: 1

2008–09